# Nariman Sadiq

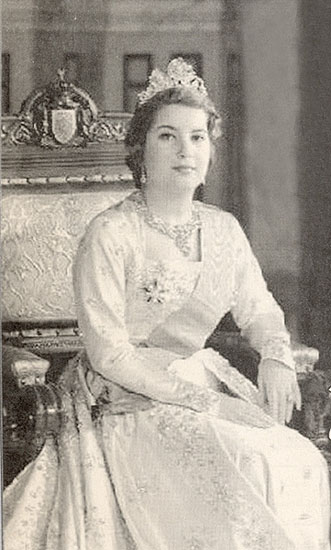
Nariman Sadiq (1951)

Nariman Sadiq (arabisch ناريمان حسين فهمي صادق, DMG Nārīmān Ḥusayn Fahmī Ṣādiq; * 31. Oktober 1933 in Kairo; † 16. Februar 2005 ebenda) war von 1951 bis 1952 die letzte Königin von Ägypten und des Sudan.
Nariman war die zweite Frau von König Faruq, der 1936 den ägyptischen Thron bestieg und sie 1951 heiratete. Beide hatten einen Sohn namens Ahmad Fu'ād II. Die Ehe wurde 1954, zwei Jahre nach einem Militärputsch gegen ihren Mann, geschieden.
Sie starb nach einer Operation zur Entfernung eines Blutgerinnsels im Alter von 71 Jahren in einem Kairoer Krankenhaus. Die Beerdigung erfolgte am 18. Februar 2005.